# Campeonato Uruguayo de Primera División 1909
El Campeonato Uruguayo 1909 constituyó el noveno torneo de Primera División del fútbol uruguayo organizado por la Liga Uruguaya de Football.
El torneo contó con once participantes y consistió en un campeonato a dos ruedas de todos contra todos, coronando campeón a Montevideo Wanderers Fútbol Club por segunda vez en su historia.
Esta edición marcó el debut en Primera de Central, campeón el año anterior de la Segunda División; así como la única participación del Oriental de Juan Pena y Jorge Clulow, el cual logró inscribirse gracias a pasar una "prueba de suficiencia" previamente al campeonato.

## Equipos participantes

### Relevos temporada anterior
En esta edición se incorporaron Central (campeón del año anterior en Segunda División), Colón y Oriental. En el caso de este último fue admitido directamente en la categoría principal sin pasar por otras divisionales como solía pasar con otros clubes a los cuales no se los consideraba suficientes.
En cuanto a bajas, el campeonato no contó con Intrépido, que ya había sido desafiliado el año anterior por no presentarse a disputar 4 encuentros además de deudas impagas con la Liga Uruguaya. Por otra parte, CURCC y Nacional habían retirado sus equipos en la edición anterior pero aun así mantuvieron su afiliación para este año.
| Club     | Incorporado como                                     |
| -------- | ---------------------------------------------------- |
| Central  | Campeón de Segunda División 1908                     |
| Colón    | Segunda posición en Serie B de Segunda División 1908 |
| Oriental | Ingresado tras pasar "prueba de suficiencia"         |

| Club      | Participación anterior       |
| --------- | ---------------------------- |
| Intrépido | 10° Campeonato Uruguayo 1908 |

### Datos de los equipos
| Club                 | Ciudad        | Estadio                | Capacidad | Fundación                | Temporadas | Temporadas Consecutivas | Títulos | 1908 |
| -------------------- | ------------- | ---------------------- | --------- | ------------------------ | ---------- | ----------------------- | ------- | ---- |
| Bristol              | Montevideo    | Maroñas                |           | 1904                     | 1          | 1                       | -       | 5°   |
| CURCC                | Villa Peñarol | Field de Villa Peñarol |           | 28 de septiembre de 1891 | 8          | 8                       | 4       | 7°   |
| Central              | Montevideo    |                        |           | 5 de enero de 1905       | -          | -                       | -       | -    |
| Colón                | Montevideo    | Sayago                 |           | 12 de marzo de 1907      | -          | -                       | -       | -    |
| Dublin               | Montevideo    |                        |           | 1904                     | 1          | 1                       | -       | 4°   |
| French               | Montevideo    | Reducto                |           | 1906-1907                | 1          | 1                       | -       | 9°   |
| Montevideo           | Montevideo    | Gran Parque Central    |           | 23 de mayo de 1897       | 8          | 8                       | -       | 8°   |
| Nacional             | Montevideo    | Gran Parque Central    | 7.000     | 14 de mayo de 1899       | 7          | 7                       | 2       | 3°   |
| Oriental             | Montevideo    | Av. Garibaldi          |           | 23 de octubre de 1908    | -          | -                       | -       | -    |
| River Plate          | Montevideo    |                        |           | 1898                     | 2          | 2                       | 1       | 1°   |
| Montevideo Wanderers | Montevideo    | Belvedere              |           | 15 de agosto de 1902     | 5          | 5                       | 1       | 2°   |

Notas: Los datos estadísticos corresponden a los campeonatos uruguayos oficiales. Las fechas de fundación son las declaradas por cada club. La columna «Estadio» refleja el estadio donde el equipo más veces juega de local, pero no indica que sea su propietario. Véase también: Estadios de fútbol de Uruguay.

## Tabla de posiciones
|  | Pos. | Equipos              |  | PJ | PG | PE | PP | GF | GC | Dif. | Pts. |
|  | ---- | -------------------- |  | -- | -- | -- | -- | -- | -- | ---- | ---- |
|  | 1    | Montevideo Wanderers |  | 20 | 17 | 1  | 2  | 46 | 10 | +36  | 35   |
|  | 2    | CURCC                |  | 20 | 15 | 4  | 1  | 34 | 16 | +18  | 34   |
|  | 3    | River Plate F.C.     |  | 20 | 15 | 2  | 3  | 44 | 18 | +26  | 32   |
|  | 4    | Nacional             |  | 20 | 14 | 1  | 5  | 42 | 18 | +24  | 29   |
|  | 5    | Dublin               |  | 20 | 10 | 3  | 7  | 40 | 33 | +7   | 23   |
|  | 6    | Central              |  | 20 | 7  | 2  | 11 | 24 | 31 | -7   | 16   |
|  | 7    | Bristol              |  | 20 | 5  | 5  | 10 | 28 | 40 | -12  | 15   |
|  | 8    | Colón                |  | 20 | 5  | 3  | 12 | 27 | 37 | -10  | 13   |
|  | 9    | Montevideo           |  | 20 | 3  | 5  | 12 | 22 | 39 | -17  | 11   |
|  | 10   | French               |  | 20 | 3  | 2  | 15 | 18 | 55 | -37  | 8    |
|  | 11   | Oriental             |  | 20 | 1  | 2  | 17 | 18 | 46 | -28  | 4    |

|  | Campeón Uruguayo. |

|                                                        |
| Uruguay                                                |
| Campeón Uruguayo 1909 Montevideo Wanderers 2.do título |